# Les Vieilles
Les Vieilles ou  Le Temps est l'une des huiles sur toile peintes par Francisco de Goya pendant la guerre d’Indépendance espagnole, alors que la noblesse avait fui et que Goya n’avait plus de commandes. On peut l'interpréter comme une vanité qui rappelle l'inévitable venue de la vieillesse et de la mort ou comme une caricature sur l’hypocrisie des personnes âgées qui s'inscrit dans une série de critiques de mœurs. Elle est conservée au palais des Beaux-Arts de Lille. 

## Contexte
Pour le palais des Beaux-Arts de Lille, la toile fut réalisée à un moment très « mélancolique » où « le peintre était en proie à des visions cauchemardesques » après la déclaration de guerre de la France napoléonienne envers l’Espagne.
Cette toile s’inscrit dans l’évolution du peintre, depuis sa rupture dans les années 1790 pour les ducs d’Osuna (los Caprichos, L'Enclos des fous) – après la déclaration de guerre de l’Espagne contre la France, après sa maladie et sa surdité – vers les peintures noires dix ans plus tard, où la folie, la sorcellerie entrent peu à peu dans son œuvre. Ce faisant, il délaissa les couleurs vives et chatoyantes du rococo, ses équilibres néoclassiques, pour les teintes sombres du romantisme où le mouvement induit la composition.
Les deux toiles Maja et Célestine au balcon et Majas au balcon, contemporaines, constituent deux autres critiques de mœurs. La toile fut vendue en même temps que Les Jeunes sans en être le pendant. Cette dernière fut peinte après lors de la restauration de la monarchie.

## Description
Dans un clair-obscur, deux vieilles femmes, cadavériques, l’une assise, l’autre lui murmurant à l’oreille, sont au premier plan tandis qu’au fond un homme ailé, torse nu, est sur le point de les balayer avec un balai.
La femme assise est habillée de blanc, très soignée ; elle observe un dessin d’elle miniature, alors que la seconde lui tend un miroir au dos duquel est écrit « Que tal ? » « Comment ça va ? » et qui fonctionne comme une bande-dessinée, technique déjà employée par le peintre dans Los Caprichos. Il s’agit vraisemblablement d’une noble - la Reine, avance le palais des Beaux-Arts - et de sa servante, obsédées par leurs apparences respectives jusqu’au seuil de la mort, peaufinant un maquillage posé sur un corps croulant alors que Chronos, le dieu du temps, en deuxième plan, est sur le point de les balayer, les jugeant trop vieilles.
Le palais des Beaux-Arts de Lille signale que les deux femmes, quoique vieilles et trop habillées, sont systématiquement mises en opposition : l’une a les cheveux courts et blonds lorsque l’autre les a longs et bruns, l’une est vêtue de blanc, l’autre de noir.
Celle qui est vêtue de blanc porte, dans les cheveux, une flèche en diamants qui rappelle celle portée par la reine Maria-Luisa d'Espagne dans La Famille de Charles IV.